# نرگس‌کتی (سنگ تپه)
نرگس کتی (سنگ تپه) مربوط به دوران پیش از تاریخ ایران باستان است و در شهرستان نکا، بخش مرکزی، روستای اطرب واقع شده و این اثر در تاریخ ۱۷ اسفند ۱۳۸۱ با شمارهٔ ثبت ۷۸۴۱ به‌عنوان یکی از آثار ملی ایران به ثبت رسیده است.